# 1948 في لبنان
فيما يلي قوائم الأحداث التي وقعت خلال عام 1948 في لبنان.

## كتب
من الكتب التي صدرت هذه السنة في لبنان:
- 1 يناير – كرم على درب من تأليف ميخائيل نعيمة.

## مواليد

### يناير
- 1 يناير – أنيس نقاش محلل سياسي.
- 1 يناير – جميل ملاعب رسام.
- 1 يناير – رولا غني
- 1 يناير – علي قانصوه سياسي.
- 1 يناير – وديع سعادة شاعر.
- 1 يناير – نادر سراج أكاديمي وباحث ومترجم.

### أبريل
- 30 أبريل – جوسلين صعب مخرجة أفلام لبنانية.

### يوليو
- 12 يوليو – إلياس خوري

### سبتمبر
- 9 سبتمبر – ميشال سماحة سياسي لبناني.
- 19 سبتمبر – رولا سعد

### أكتوبر
- 11 أكتوبر – إلياس سكاف سياسي لبناني.

### نوفمبر
- 21 نوفمبر – ميشال سليمان سياسي لبناني.
- 25 نوفمبر – أنطوان صفير صحفي فرنسي.

## وفيات

### يناير
- 1 يناير – أنطون الجميل (مواليد 1887)
- 1 يناير – جبران تويني صحفي لبناني.